# Wet-Lejeune
De Wet-Lejeune was van 1888 tot 1999 de Belgische wet over de voorwaardelijke invrijheidstelling van gedetineerden. Ze is genoemd naar minister van Justitie Jules Le Jeune die de eerste versie, van 31 mei 1888, met brio verdedigde voor het Parlement. Met de voorwaardelijke invrijheidstelling had de minister van Justitie een middel om gedetineerden die zich goed gedroegen en die zich op een geslaagde manier zouden kunnen re-integreren, vrij te laten.

## Wet van 31 mei 1888
Reeds enige tijd kenden andere landen successen met voorwaardelijke invrijheidstelling en werd het systeem aangeprezen in de literatuur als een modern systeem van criminaliteitsbeheersing. Dit zorgde ervoor dat België niet kon achterblijven: in een sneltempo (iets meer dan twee maanden) werd het wetsvoorstel door Jules Le Jeune ingediend, besproken en goedgekeurd.
Deze wet voorzag in de voorwaardelijke veroordeling (later: probatie) en de voorwaardelijke invrijheidstelling:
- Gedetineerden kunnen de voorwaardelijke invrijheidstelling bekomen indien ze één derde van hun straf hebben uitgezeten, met een minimum van drie maanden,
  - in geval van recidive twee derde van de straf, met een minimum van zes maanden.
- Tot levenslang veroordeelden kunnen pas na 10 jaar vrijkomen,
  - in geval van recidive pas na 14 jaar.

Vóór de invoering van de voorwaardelijke invrijheidstelling werd er veelvuldig gebruikgemaakt van gratie. Met de wet Lejeune zou gratie opnieuw een uitzonderingsmaatregel worden.
Het was de minister van Justitie die de voorwaardelijke invrijheidstelling toekende, na advies te hebben ingewonnen bij het openbaar ministerie. Opvolging van de vrijgelaten gedetineerden was er vrijwel niet. De voorwaardelijke invrijheidstelling werd voornamelijk gehanteerd als een gunstmaatregel, als de minister de vrijlating weigerde kon de gedetineerde hier niets tegen inbrengen.

## Wet van 18 maart 1998
In 1992 werd Marc Dutroux voorwaardelijk in vrijheid gesteld door de toenmalige minister Melchior Wathelet, ondanks het negatieve advies van het openbaar ministerie. Toen dit in 1996 tijdens de Zaak-Dutroux bekend raakte, werd de wet Lejeune onder druk van de publieke opinie vervangen door de wet van 5 maart 1998 en van 18 maart 1998.
Vanaf dan was het niet meer de minister, maar zijn het de Commissies voor de Voorwaardelijke Invrijheidstelling die over de invrijheidstelling beslissen. Bovendien moest de gedetineerde een reclasseringsplan kunnen voorleggen, mochten er geen contra-indicaties zijn betreffende de re-integratie en werd de vrijgelatene maatschappelijk opgevolgd door de dienst justitiehuizen. Tot slot hadden seksuele delinquenten strengere voorwaarden.

## Wet van 17 mei 2006
De Commissies waren maar een tussenoplossing: het was de bedoeling om volwaardige strafuitvoeringsrechtbanken op te richten. Om die reden werd in 2000 de commissie-Holsters opgericht die het voorbereidende werk moest verrichten. Drie jaar later werden de conclusies van de commissie voorgesteld door de toenmalige minister van Justitie Marc Verwilghen, maar het enthousiasme om al de voorgestelde veranderingen door te voeren was verdwenen. Pas 2 jaar later, in 2005, werden de voorstellen van de commissie besproken in het Parlement, om uiteindelijk in 2006 goedgekeurd te worden.

Zowel de wet van 5 maart 1998 als de wet van 18 maart 1998 werden in 2006 opgeheven en vervangen door nieuwe wetgeving.
Alle strafuitvoeringsmodaliteiten werden nu verankerd in een wet: de voorwaardelijke invrijheidstelling was geen gunst meer, maar een recht (indien voldaan aan de voorwaarden). De Commissies werden vervangen door een volwaardige strafuitvoeringsrechtbank en er kwam meer inspraak voor de slachtoffers.

## Regeerakkoord 2011
De regering Di Rupo nam eind 2011 een verstrenging van de wet op in haar regeerakkoord. De minister van Justitie Annemie Turtelboom verklaarde dat de wet gewijzigd zou worden vóór 2013.
Na de protesten tegen de voorwaardelijke vrijlating van Michelle Martin en de ontmoetingen met families van de slachtoffers, besliste de regeringstop op 6 september 2012:
- De wetswijziging
  - Voor zware misdrijven die de dood tot gevolg hebben gehad (en waarvoor men 30 jaar cel of levenslang heeft gekregen) kan een gedetineerde pas vrijkomen als hij de helft van zijn straf had uitgezeten (in plaats van een derde). In het geval van recidive verhoogt de minimale detentieperiode van twee derden naar drie vierden.
  - Er is sprake van wettelijke herhaling of recidive, ook als er vóór de misdaad al eens een correctionele veroordeling is geweest.
- Naast die wetswijziging kwamen er ook een aantal aanpassingen aan de procedure:
  - Voor een gedetineerde die in aanmerking komt voor voorwaardelijke invrijheidstelling, wordt niet meer automatisch onderzocht of hij onder de toepassingsvoorwaarden valt. Hij moet dit zélf aanvragen.
  - Voor mensen die tot 30 jaar of levenslang worden veroordeeld, en bovendien ook ter beschikking worden gesteld van de strafuitvoeringsrechtbank (TBS), moet zowel het openbaar ministerie als de gevangenisdirectie een positief advies geven. Verzet een van beide zich, dan is de aanvraag onontvankelijk.
  - Voor diezelfde categorie gedetineerden zullen de drie rechters van de strafuitvoeringsrechtbank unaniem moeten beslissen. Vandaag volstaat een meerderheid.
  - Het openbaar ministerie krijgt ook de mogelijkheid om een volwaardig beroep aan te tekenen tegen de invulling die de strafuitvoeringsrechtbank aan de TBS gegeven heeft.
- Behalve al die maatregelen verklaarde de minister van justitie te werken aan voorstellen om de slachtoffers beter te betrekken bij de procedure voor de strafuitvoeringsrechters.

## Kritiek
Volgens de Liga voor Mensenrechten is de verstrenging van de voorwaardelijke invrijheidstelling, zoals die is voorgesteld door de regeringstop, in strijd met de Belgische Grondwet en het Europees Verdrag voor de Rechten van de Mens (EVRM). Het EVRM bepaalt dat een onafhankelijke en onpartijdige rechter moet beslissen over de wettigheid van de gevangenhouding en de invrijheidstelling. Na de wetswijziging zal het niet langer aan de rechter, maar aan de gevangenisdirectie en het openbaar ministerie toekomen om te beslissen over de detentieduur, volgens de Liga. Bovendien zou de verstrenging in de praktijk niet haalbaar zijn, omdat ze op korte termijn een bijkomende en belangrijke gevangeniscapaciteit vergt, terwijl de overbevolking nu al zorgt voor een mensonwaardige detentie. Vandaag valt een 400-tal gevangenen binnen het toepassingsgebied van de hervorming. Volgens de Liga draagt de wet-Lejeune al 124 jaar bij aan menselijkheid in het strafrecht en het geloof in de sociale reclassering van veroordeelden en ze betreurt dat de wet wordt ingeruild voor een kille, langdurige verwijdering van veroordeelden uit de samenleving, zonder perspectief.

## Benaming
Wanneer men naar de wetgeving betreffende de voorwaardelijke invrijheidstelling wil verwijzen, gebruikt men in de volksmond en in de media nog steeds de naam Wet Lejeune (moet normaal Le Jeune zijn), ondanks het feit dat de oorspronkelijke wet van 1888 in 1998 is opgeheven en vervangen door een nieuwe versie.

## Voor- en tegenstanders
De 'wet Lejeune' kent voor- en tegenstanders: sommigen vinden het een goed principe, anderen ijveren voor een verstrenging, terwijl er ook voor de afschaffing pleiten.

De (politieke) discussie omtrent de (on)zin van de wet laait altijd op bij grote incidenten: de doodslag op Guido Demoor, de aanslag in Luik, de vervroegde vrijlating van Michelle Martin ...
Ook de vervroegde vrijlating van een van de moordenaars van politieagente Kitty Van Nieuwenhuysen in september 2018 deed de discussie opnieuw oplaaien.

## Voorwaardelijke versus Voorlopige invrijheidstelling
De voorwaardelijke invrijheidstelling mag niet verward worden met de voorlopige invrijheidstelling. De voorlopige invrijheidstelling is een maatregel van vervroegde vrijlating van een gedetineerde die geen enkele wettelijke grondslag heeft. De voorlopige invrijheidstelling wordt geregeld door een aantal ministeriële omzendbrieven van de opeenvolgende Ministers van Justitie. De belangrijkste is ministeriële omzendbrief nr. 1771 van 17 januari 2005. Het betreft de voorlopige invrijheidstelling van de gedetineerden die werden veroordeeld tot een vrijheidsstraf van ten hoogste drie jaar. Het is hiermee in de loop der jaren een instrument geworden in de strijd tegen de overbevolking van de Belgische gevangenissen.